# لونيل
لونيل (بالإنجليزية: Luenell)‏ هي ممثلة أمريكية، ولدت في 12 مارس 1959 في الولايات المتحدة.

## أعمال

### أفلام
- (1996) الصخرة[5][6][7]
- (2006) بورات[8]
- (2010) فكر كرجل[9]
- (2012) تيكن 2[10]
- (2012) فندق ترانسيلفانيا[11]
- (2012) هذا هو ابني[12]
- (2015) فندق ترانسيلفانيا 2[13][14][15]
- (2018) مولد نجم[16][17]

### مسلسلات
- ذا ميدل

## وصلات خارجية
- لونيل على موقع IMDb (الإنجليزية)
- لونيل على موقع ألو سيني (الفرنسية)
- لونيل على موقع ميوزك برينز (الإنجليزية)
- لونيل على موقع أول موفي (الإنجليزية)
- لونيل على موقع قاعدة بيانات الأفلام السويدية (السويدية)
- لونيل على موقع قاعدة بيانات الفيلم (الإنجليزية)
- لونيل على موقع كينوبويسك (الروسية)